# NGC 3416
NGC 3416 ist eine Galaxie vom Hubble-Typ S im Sternbild Großer Bär am Nordsternhimmel. Sie ist schätzungsweise 149 Millionen Lichtjahre von der Milchstraße entfernt.
Das Objekt wurde am 30. März 1854 vom irischen Astronomen R. J. Mitchell, einem Assistenten von William Parsons, entdeckt.